# Alexander Dercho
Alexander Dercho (Remscheid, 1987. január 21. –) német labdarúgóhátvéd.